# 萊達爾
萊達爾（挪威語：Lærdal）是挪威的一個市镇，位於韦斯特兰郡，行政中心为萊達爾瑟于里村。市镇面积为1,342平方公里，人口数量为2,126人（2020年），人口密度为每平方公里1.7人。